# Clare (Vorname)
Clare ist ein weiblicher und männlicher Vorname. Er ist eine alte englische Form des Namens Klara.

## Namensträgerinnen
- Clare-Hope Ashitey (* 1987), britische Filmschauspielerin
- Clare Boothe Luce (1903–1987), US-amerikanische Diplomatin, Schriftstellerin, Verlegerin und Politikerin
- Clare Bowen (* 1984), australische Schauspielerin und Sängerin
- Clare Calbraith (* 1974), britische Schauspielerin
- Clare Crockett (1982–2016), römisch-katholische Ordensschwester, Missionarin und kurzzeitig Schauspielerin
- Clare Daly (* 1968), irische Politikerin
- Clare Goodwin (* 1973), britische Malerin und Installationskünstlerin
- Clare Grant (* 1979), US-amerikanische Schauspielerin, Filmproduzentin, Sängerin und ein ehemaliges Model
- Clare Higgins (* 1955), britische Film- und Theaterschauspielerin
- Clare Holman (* 1964), britische Schauspielerin und Fernsehregisseurin
- Clare Kelly, neuseeländische Diplomatin
- Clare Kenny (* 1976), britische Fotografie- und Objektkünstlerin
- Clare Kirkconnell (* 1953), US-amerikanische Schauspielerin
- Clare Knight (* 1966), irische Filmeditorin im Bereich Animationsfilm
- Clare Kramer (* 1974), US-amerikanische Schauspielerin
- Clare Maguire (* 1987), britische Singer-Songwriterin
- Clare Niederpruem (* 1986), US-amerikanische Schauspielerin, Filmregisseurin und Kostümbildnerin
- Clare Smyth (* 1978), nordirische Köchin, Küchenchefin und Restaurant-Inhaberin
- Clare Torry (* 1947), britische Rock-Sängerin
- Clare Warwick (* 1987), australische Softballspielerin
- Clare Winsten (1894–1989), englische Illustratorin, Zeichnerin und Bildhauerin
- Clare Wood (* 1968), britische Tennisspielerin

## Namensträger
- Clare Fischer (1928–2012), US-amerikanischer Musiker und Komponist
- Clare W. Graves (1914–1986), US-amerikanischer Professor für Psychologie